# George Chichester (5e marquis de Donegall)
George Augustus Hamilton Chichester, 5e marquis de Donegall (27 juin 1822 - 13 mai 1904) est un militaire anglo-irlandais et un promoteur d'entreprise qui devient un pair irlandais et britannique, avec un siège à la Chambre des lords.
Dans sa jeunesse, il est officier du 6e Régiment d'infanterie par rachat et directeur de compagnies de chemin de fer. Il fait faillite en 1866 et hérite de ses pairies en 1889. 

## Jeunesse
Il est l'aîné des trois fils de Lord Edward Chichester, un pasteur de l'Église d'Irlande qui est doyen de Raphoe et un fils cadet de George Chichester (2e marquis de Donegall). Sa mère est Amelia Spread Deane O'Grady, fille de l'avocat Henry Deane O'Grady.
Chichester commence une carrière militaire et est nommé dans l'armée britannique. Le 27 octobre 1843, il passe d'enseigne à lieutenant dans le 6e régiment d'infanterie par achat . En 1846, il est également directeur de la compagnie de chemin de fer London and Exeter Direct et membre du comité provisoire du Birmingham and Aberystwith Direct Railway.
La sœur de Chichester, Annabella Augusta, épouse Washington Shirley, 9e comte Ferrers, et est la mère de Sewallis, le 10e comte. Chichester a également deux frères, Henry Fitzwarine Chichester (né en 1834) et Adolphus John Spencer Churchill Chichester (1836), et une autre sœur, Dorcas. Adolphus, qui épouse Mary, enfant unique de Robert Peel Dawson est le grand-père de James Chichester-Clark, baron Moyola, Premier ministre de l'Irlande du Nord.

## Premier mariage
Après l'entrée en vigueur de la loi de 1857 sur les causes matrimoniales, Chichester comparait au moins trois fois devant le nouveau tribunal du divorce. Il est co-intimé pour adultère dans l'affaire Lloyd c. Lloyd et Chichester, et de nouveau dans Mure c. Mure et Chichester. Le 1er juillet 1859, le tribunal accorde un décret pour dissoudre le mariage des Mures et le 9 août, Chichester épouse Mme Mure, mais en 1863, il demande avec succès au tribunal que ce mariage soit déclaré nul, par une action contre "Virginia Elizabeth Mure, faussement appelée Virginia Elizabeth Chichester", au motif qu'aucune personne divorcée ne pouvait se remarier dans les trois mois suivant le décret.

## La faillite
En juillet 1866, Chichester, alors âgé de 55 ans, habitant à Sloane Street, Knightsbridge, répond à une action en faillite en concluant un arrangement avec ses créanciers pour leur payer 2 s 6 d dans la livre (12,5%) en trois versements.

## Pairies
En 1853, le père de Chichester, Edward, devient l'héritier présomptif de son frère aîné George Chichester (3e marquis de Donegall), lorsque le seul fils survivant du marquis meurt célibataire à Naples. Le 20 octobre 1883, à l'âge de 84 ans, Edward succède finalement à son frère comme marquis de Donegall, ainsi qu'à plusieurs titres subsidiaires, et George Chichester obtient le Titre de courtoisie de comte de Belfast. Une grande partie des domaines de Donegall passent à la cousine de Chichester, Harriet Augusta Anna Seymourina, épouse d'Anthony Ashley-Cooper (8e comte de Shaftesbury).
À la mort de son père en 1889, Chichester devient le 5e marquis de Donegall et aussi le 5e baron Fisherwick, dans la pairie de Grande-Bretagne, lui donnant un siège à la Chambre des lords, qu'il n'occupe pas.

## Mariages ultérieurs
Le 31 août 1865, il épouse en secondes noces Mary Anne Williams Cobb, la plus jeune fille d'Edward Cobb, d'Arnold, Kent et Kensington. Le mariage est sans enfant et sa femme meurt en novembre 1901. L'homologation de son testament est accordée à Alice Cobb, veuve, et tous ses biens ont été évalués à 43 ].
En février 1902, des semaines après la mort de sa deuxième épouse, il place une annonce dans le Daily Telegraph pour une dame « disposée à acheter le grade de pairesse ... pour vingt-cinq mille livres sterling, payée en espèces à son futur mari, elle doit être une veuve ou une célibataire - pas divorcée. ». Le 23 décembre 1902, maintenant âgé de quatre-vingts ans, Lord Donegall épouse en troisièmes noces Violet Gertrude Twining (1880–1952), fille unique de Henry St George Twining, un banquier de Halifax, Nouvelle-Écosse, et de Coombe Oak, Kingston Hill, Surrey, et ils ont un enfant, Edward Chichester (6e marquis de Donegall), né le 7 octobre 1903, qui devient marquis de Donegall à la mort de son père le 13 mai 1904,.
Sa veuve est décédée le 8 octobre 1952, à l'âge de 72 ans. Son fils en bas âge Edward grandit et devient journaliste et correspondant de guerre.